# Anatoli Nankov
Anatoli Nankov était un footballeur bulgare né le 15 juillet 1969 à Oresh.

## Parcours d'entraîneur
- juil. 2005-oct. 2005 :  FC Hebar Pazardjik
- jan. 2006-jan. 2007 :  Lokomotiv Mezdra 2012
- fév. 2023-nov. 2023 :  Strumska Slava FC
- juil. 2024-oct. 2024 :  Marek Dupnitsa